# Kaare Weismann
Kaare Weismann (født 19. juni 1944 i Jægersborg) er dr. med. og professor i dermato-venerologi ved Københavns Universitet.
Weismann er student fra Holte Gymnasium 1963, cand.med. fra Københavns Universitet 1971, dr.med. 1980 ("Zinc Deficiency and Effects of Zinc Therapy"). Han har haft ansættelser som overlæge ved Københavns Kommunehospital og Bispebjerg Hospital. Han oprettede i 2002 (sammen med overlæge, dr.med. Frederik Grønhøj) dermatologisk klinik ved Hørsholm Sygehus. Inden sin pensionering var han ansat ved Privathospitalet Hamlet.
Kaare Weismann er forfatter til en lang række videnskabelige artikler og bøger om dermatologi, venerologi og medicinsk historie, bl.a. Dermatologi- og Venerologi Lærebogen (1990). Han er medforfatter til Rook & Wilkinsons Textbook of Dermatology siden 1981. Blandt hans artikler kan nævnes nogle om Karen Blixens og Søren Kierkegaards sygdomme.
Weismann underviste ved speciallægeuddannelsen og -efteruddannelsen, specielt i dermoskopi og diagnosticering af malignt melanom. Han var formand for Dansk Dermatologisk Selskab 1994-96 og har været æresmedlem af foreningen siden 2010. Weismann blev pensioneret i 2011.
Han er gift med dermatolog Lena Secher.
1. ↑  Navnet er anført på engelsk og stammer fra Wikidata hvor navnet endnu ikke findes på dansk.
2. ↑  Navnet er anført på engelsk og stammer fra Wikidata hvor navnet endnu ikke findes på dansk.